# ماشاءالله خان در بارگاه هارون‌الرشید
ماشاءالله خان در بارگاه هارون‌الرشید رمانی طنز است به قلم ایرج پزشک‌زاد که اولین بار در ۱۳۳۷ در مجله اطلاعات جوانان و برای بار دوم در ۱۳۵۰ در مجله فردوسی منتشر شده‌است.
ادعا شده‌است که داستان سریال قهوهٔ تلخ با الهام از این رمان نوشته شده‌است.

## خلاصه داستان
ماشاءالله‌خان که دربان بانک است و تحت تأثیر کتب تاریخی دوران هارون‌الرشید، به دلیل ذهنیتش از رفتارهای اطرافیانش نسبت به خود، خود را در آن زمان حس می‌کند.
ماشاءالله آرزو می‌کند در دوران خلیفهٔ بغداد زاده شده بود و زندگی می‌کرد. نهایتاً روزی با رجوع به مرتاض هندی مقیم تهران مدعی پیش‌گویی آینده و گذشته‌ای از او می‌خواهد روحش را به دوران خلافت هارون‌الرشید ببرد و مرتاض چنین می‌کند و وی وقتی به هوش می‌آید که خود را در بغداد و در دوران هارون‌الرشید می‌یابد.
در طول داستان ساختار سیاسی و حکومتی در عهد خلفای عباسی مورد نقد و بررسی قرار می‌گیرد. ویژگی‌های فرهنگی و اجتماعی بیان می‌شود. خشونت و ظلم آن دوران در قالب فردی مانند «مسرور» که جلاد دربار هارون‌الرشید است، نشان داده می‌شود. البته داستان جنبهٔ طنز دارد و تلخی‌های محیط به شیوهٔ شیرین مطرح می‌شود.
وی در طول ماندنش در آن دوران باید هزاران رنج و مصیبت را تحمل کند و سعی دارد از بروز برخی فجایع مانند کشته‌شدن جعفر برمکی به دست مسرور جلوگیری کند.

## مقدمهٔ نویسنده
ایرج پزشک‌زاد مقدمهٔ کتاب را در آذر ماه ۱۳۳۷ نگارش کرده، آن را با تخلص خود «ا. پ. آشنا» تمام کرده و در آن چنین می‌نویسد: «سیر و سفر در زمان، به‌ویژه در زمان گذشته، همیشه یک رؤیای بشر بوده‌است. آدم امروز آرزو می‌کند که با علم و اطلاع به توانایی خود و کمبودهای قدیم می‌توانست بمیان آدمهای قرون گذشته برگردد و برتریهای خود را به رخ آنان بکشد و تفریح کند. این تفریح و تفرج در گذشته، موضوع بسیاری از آثار تخیلی نویسندگان، به‌ویژه پس از اختراع سینماتوگراف قرار گرفته و فیلمبرداران کشورهای مختلف این موضوع را بارها به عنوان تفریح دلپذیر مورد استفاده قرار داده‌اند. چند شب پیش با دوستی در این مقوله حرف می‌زدیم، بفکر افتادیم که ما هم در این زمینه آزمایشی بکنیم، فکر برگرداندن ماشاالله خان دربان بانک، به دوران پرجلال هارون الرشید در ذهن ما شکل گرفت و طرح آن را به تقلید ادبیات خارجی ریختیم. اما از آنجاکه هنوز سینمای نوخاستهٔ ما توانایی آن را پیدا نکرده که این‌گونه قصه‌های پر ماجرا را به پردهٔ سینما بکشاند و از آنجا که یک مجلهٔ مختص جوانان شروع به انتشار کرده‌است، به ناچار ماشاءالله خان را بر صفحهٔ کاغذ راهی می‌کنیم تا به دوران پرشکوه هارون الرشید بگردد. ان‌شاالله سفرش بخیر باشد.»